# Mamlut
Mamlut (kaz. Мамлют) – miasto w północnym Kazachstanie, w obwodzie północnokazachstańskim. Stolica rejonu Mamlut.